# Малая Скелевая
Малая Скелевая (укр. Мала Скельова) — село в Светловодской городской общине Александрийского района Кировоградской области Украины.
До 2020 года входило в Светловодский район
Почтовый индекс — 27540. Телефонный код — 5236. Код КОАТУУ — 3525280705.